# Союз Т-10
Союз Т-10 е съветски пилотиран космически кораб, който извежда в Космоса екипажа на третата основна експедиция на орбиталната станция Салют-7.

## Екипажи

### При излитането

#### Основен
- Леонид Кизим (2) – командир
- Владимир Соловьов (1) – бординженер
- Олег Атков (1) – космонавт-изследовател

#### Дублиращ
- Владимир Титов – командир
- Генадий Стрекалов – бординженер
- Валерий Поляков – космонавт-изследовател

### При приземяването
- Юрий Малишев – командир
- Генадий Стрекалов – бординженер
- Ракеш Шарма – космонавт-изследовател

## Параметри на мисията
- Маса: 6850 кг
- Перигей: 199 km
- Апогей: 217 km
- Наклон на орбитата: 51,6°
- Период: 88,7 мин

## Програма
Трета основна експедиция на орбиталната станция „Салют-7“. От ноември 1983 г. станцията е необитаема и лети в автоматичен режим. По време на полета са посрещнати две посетителски експедиции (с корабите Союз Т-11 и Союз Т-12) и пет товарни космически кораба Прогрес-19, -20, -21, -22 и -23. За първи път на борда на орбитална станция работят шест космонавта едновременно. По време на полета са проведени научно-технически и медико-биологични експерименти. Кардиологът Олег Атков редовно провежда медицински изследвания на екипажа. За първи път космонавтите Л. Кизим и В. Соловьов правят шест излизания в открития космос за един полет. Общото им време е около 22 часа и 50 минути. По време на излизанията правят ремонт на двигателите на станцията и монтират две допълнителни слънчеви батерии.
Союз Т-10“ е откачен от станцията на 11 април и малко по-късно се приземява с екипажа на първата посетителска експедиция (Ю. Малишев, Г. Стрекалов и Р. Шарма).
Космонавтите Л. Кизим, Вл. Соловьов и О. Атков се приземяват с техния кораб на 2 октомври. Поставен е нов рекорд за продължителност на престоя в космоса – 236 денонощия 22 часа 49 минути и 4 секунди).

### Космически разходки
| № | Участници                      | Начало                  | Край                    | Продължителност    |
| - | ------------------------------ | ----------------------- | ----------------------- | ------------------ |
| 1 | Владимир Соловьов Леонид Кизим | 23 април 1984 04:31 UTC | 23 април 1984 08:46 UTC | 4 часа и 15 минути |
| 2 | Владимир Соловьов Леонид Кизим | 26 април 1984 02:40 UTC | 26 април 1984 07:40 UTC | 5 часа и 0 минути  |
| 3 | Владимир Соловьов Леонид Кизим | 29 април 1984 01:35 UTC | 29 април 1984 04:20 UTC | 2 часа и 45 минути |
| 4 | Владимир Соловьов Леонид Кизим | 3 май 1984 23:15 UTC    | 4 май 1984 04:05 UTC    | 4 часа и 50 минути |
| 5 | Владимир Соловьов Леонид Кизим | 18 май 1984 17:52 UTC   | 18 май 1984 20:55 UTC   | 3 часа и 3 минути  |
| 6 | Владимир Соловьов Леонид Кизим | 8 август 1984 08:46 UTC | 8 август 1984 13:46 UTC | 5 часа и 0 минути  |